# Марчеллинара
Марчеллинара (итал. Marcellinara) — коммуна в Италии, располагается в регионе Калабрия, подчиняется административному центру Катандзаро.
Население составляет 2199 человек, плотность населения составляет 110 чел./км². Занимает площадь 20 км². Почтовый индекс — 88044. Телефонный код — 0961.
Через территорию Марчеллинары в древности проходила дорога Капуя-Региум (ит.).